# William Wendt

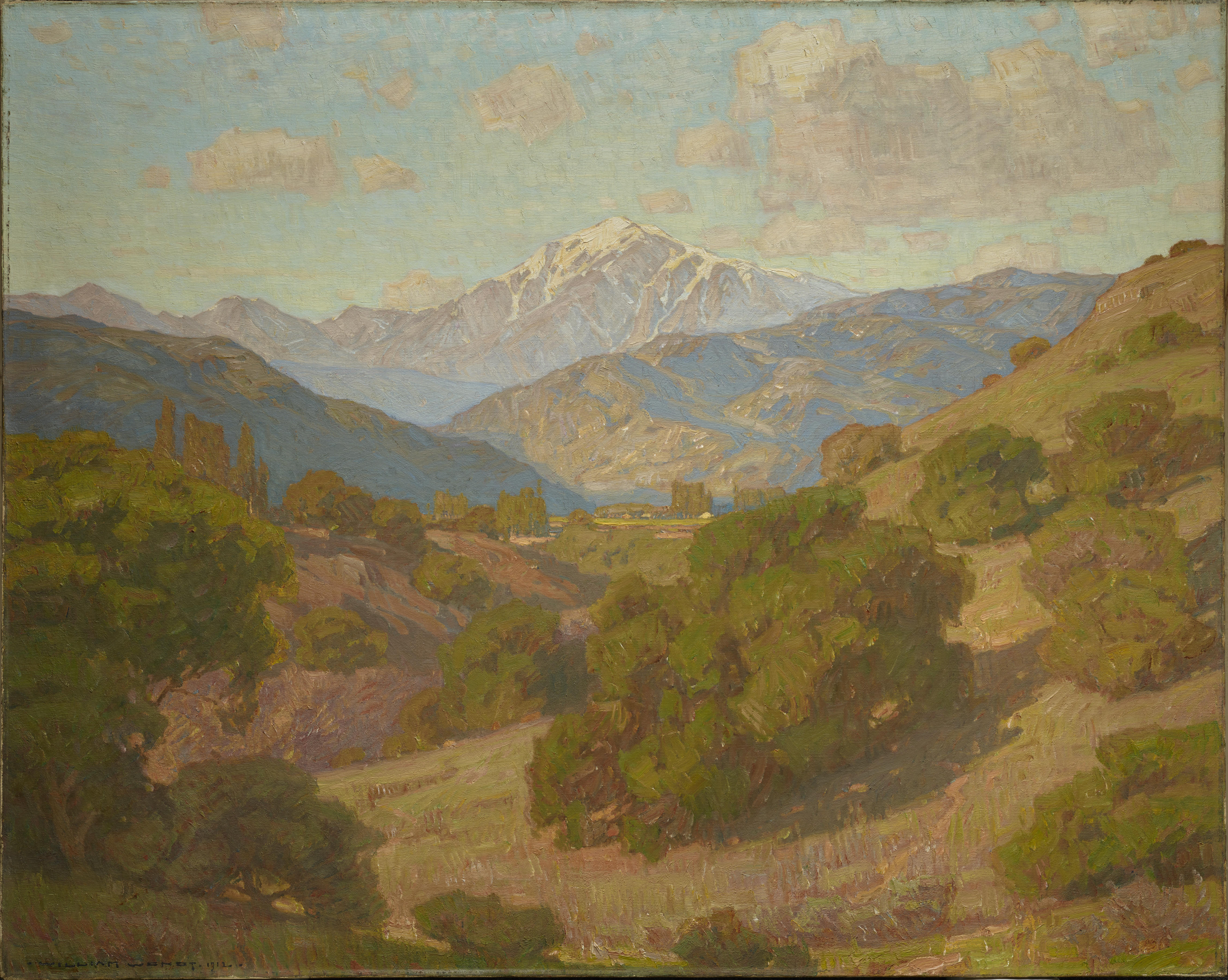
Mount San Antonio, 1913. Dallas Museum of Art

William Wendt (* 20. Februar 1865 in Bentzin, Königreich Preußen; † 29. Dezember 1946 in Laguna Beach, Kalifornien) war ein deutsch-amerikanischer Landschaftsmaler. Er gilt als einer der bedeutendsten Vertreter der kalifornischen Malerei und wurde oft als Doyen der südkalifornischen Landschaftsmaler bezeichnet.

## Leben

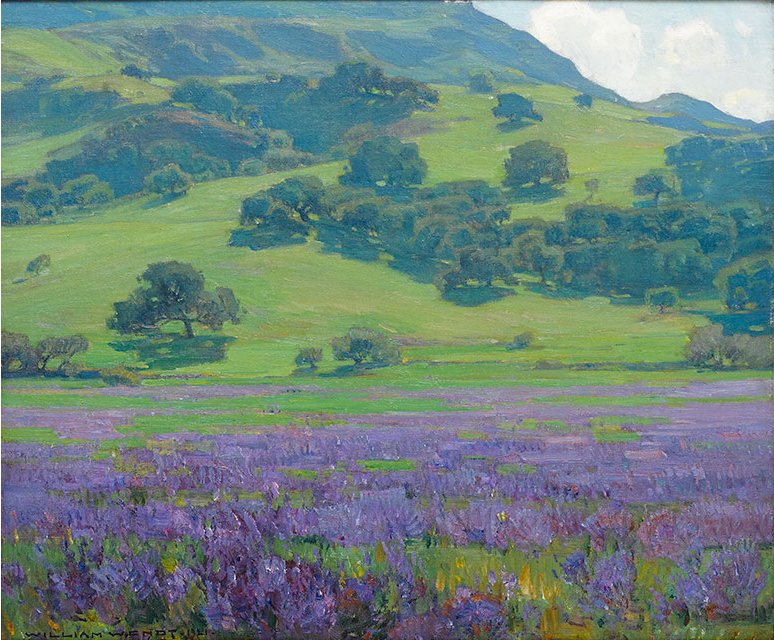
Lupine Patch (Lupinenfeld), 1921

Der in Bentzin, Deutschland, geborene William Wendt wanderte 1880 nach Chicago aus, wo er kurze Zeit weitgehend autodidaktisch an der School of the Chicago Art Institute studierte und als Werbegrafiker arbeitete. Sein enger Freund war der Künstler Gardner Symons, mit dem er zwischen 1894 und 1906 mehrere Reisen nach Südkalifornien unternahm. William Wendts Hinwendung zum Impressionismus als Stil lässt sich auf die Jahre 1896/1897 datieren, als er gemeinsam mit Symons in der Malibu Ranch bei Los Angeles malte. Beide Künstler gehörten zur Avantgarde der amerikanischen Maler, da sie dem impressionistischen Stil, der in der Mitte des 19. Jahrhunderts in Frankreich aufkam, offen gegenüberstanden, und Südkalifornien war ein perfekter Ort, um die leuchtenden Farben, die atmosphärischen Bedingungen und das schimmernde Licht, die für den Impressionismus charakteristisch waren, darzustellen.
1906 heiratete er die Bildhauerin Julia Bracken und ließ sich in Los Angeles nieder. 1911 war er Mitbegründer des California Art Club, dessen zweiter und vierter Präsident er von 1911 bis 1919 bzw. 1917 bis 1918 war. Diese Organisation spiegelt sein Engagement für die Freilichtmalerei der kalifornischen Landschaft wider. 1913 bauten William Wendt und Julia ein Haus in Laguna Beach und stellten häufig gemeinsam aus.

## Werk

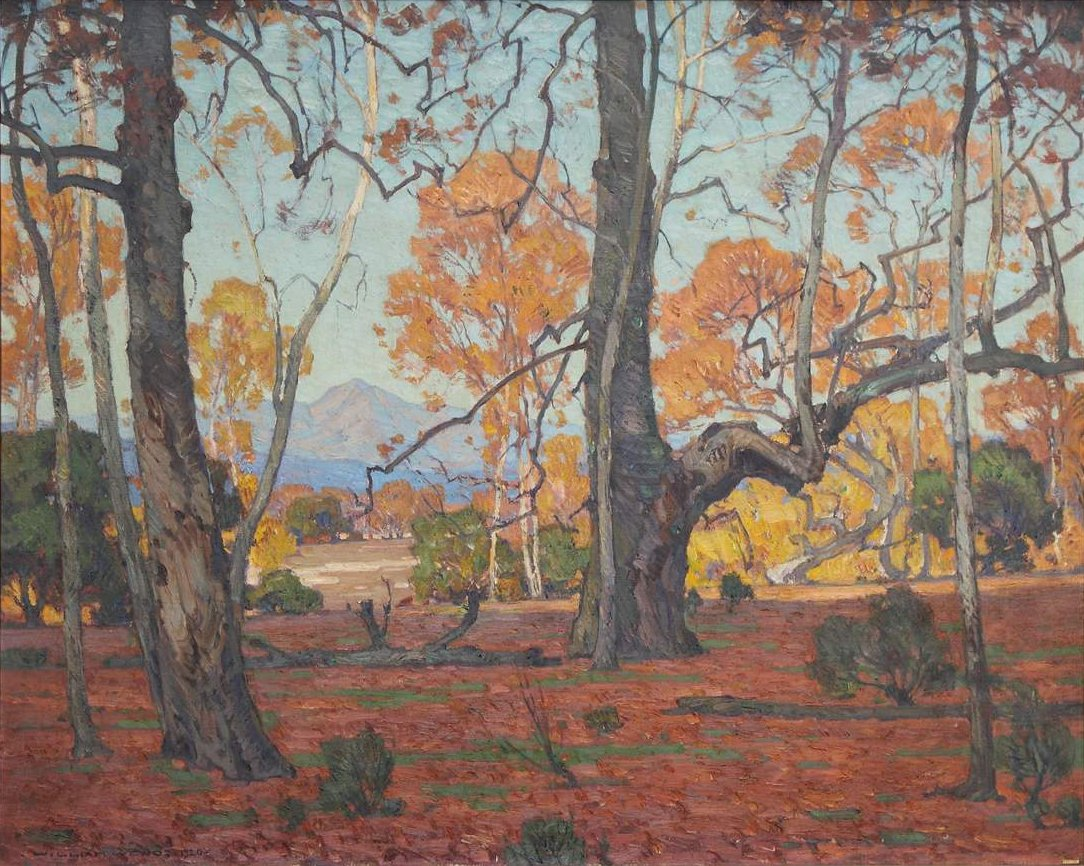
Patriarchs of the Grove, 1920

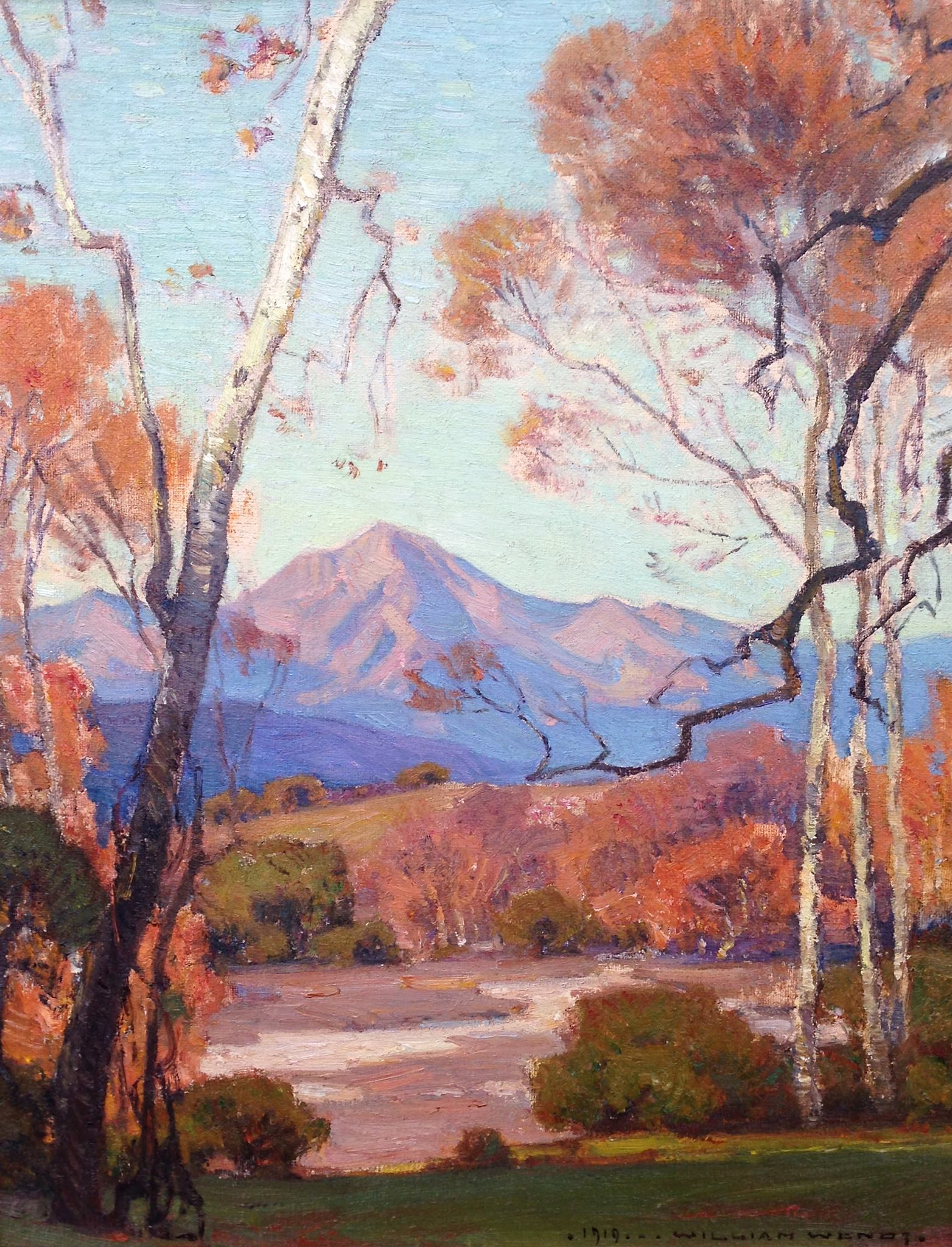
Saddleback Mountain, 1919

William Wendt ist bekannt für seine kraftvollen und farbenfrohen Landschaftsgemälde, die häufig die kalifornische Natur mit ihren üppigen Bäumen und sanften Hügeln zeigen. Sein Stil zeichnete sich durch kurze, kräftige Pinselstriche und dicke Farbschichten aus. Oft verwendete er harte Konturen, um klare Farbfelder zu schaffen, was seinen Werken eine besondere Ausdruckskraft verlieh.
Seine Werke sind in zahlreichen Museen und Sammlungen vertreten, darunter das Laguna Art Museum, das Art Institute of Chicago und das Bowers Museum in Santa Ana, Kalifornien.